# Зимові Олімпійські ігри 1932
Зимові Олімпійські ігри 1932 або III Зимові Олімпійські ігри — міжнародне спортивне змагання із зимових видів спорту, яке проходило під егідою Міжнародного олімпійського комітету у місті Лейк-Плесід, США з 4 лютого по 15 лютого 1932 року.

## Учасники
- Австрія
- Бельгія
- Канада
- Чехословаччина
- Фінляндія
- Франція
- Німеччина
- Велика Британія
- Угорщина
- Італія
- Японія
- Норвегія
- Польща
- Румунія
- Швеція
- Швейцарія
- США

## Медальний залік
| Місце | Країна                | Золото | Срібло | Бронза | Загалом |
| ----- | --------------------- | ------ | ------ | ------ | ------- |
| 1     | США                   | 6      | 4      | 2      | 12      |
| 2     | Норвегія              | 3      | 4      | 3      | 10      |
| 3     | Швеція                | 1      | 2      | 0      | 3       |
| 4     | Канада                | 1      | 1      | 5      | 7       |
| 5     | Фінляндія             | 1      | 1      | 1      | 3       |
| 6     | Австрія               | 1      | 1      | 0      | 2       |
| 7     | Франція               | 1      | 0      | 0      | 1       |
| 8     | Швейцарія             | 0      | 1      | 0      | 1       |
| 9     | Веймарська республіка | 0      | 0      | 2      | 2       |
| 10    | Угорське королівство  | 0      | 0      | 1      | 1       |
| Разом | Разом                 | 14     | 14     | 14     | 42      |